# ハインリヒ・フォン・バイエルン
ハインリヒ・フォン・バイエルン（Heinrich Prinz von Bayern, 1884年6月24日 - 1916年11月8日）は、ドイツ帝国の領邦バイエルン王国の王族。ナチス・ドイツの親衛隊全国指導者ハインリヒ・ヒムラーの代父として知られる。

## 略歴

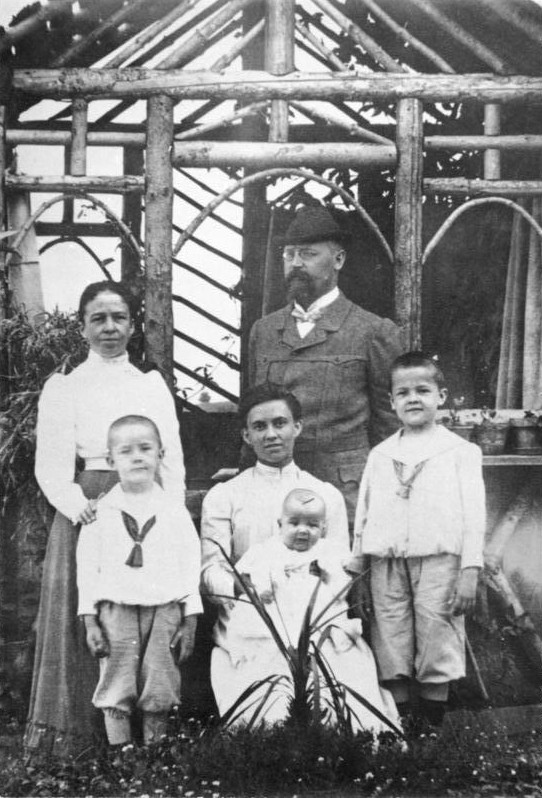
1905年。ヒムラー一家と。前列中央がハインリヒ王子。後列にいるのは家庭教師のゲプハルト・ヒムラーとその妻アンナ。王子の左にいる子供が次男ハインリヒ・ヒムラー。右にいる子供は長男ゲプハルト・ヒムラー。王子の膝の上に乗っているのは三男エルンスト・ヒムラー。

バイエルン王国摂政ルイトポルト王子の三男アルヌルフ王子とリヒテンシュタイン侯アロイス2世の娘テレーゼ・フォン・リヒテンシュタイン夫妻の一人息子としてバイエルン王国首都ミュンヘンに生まれる。ミュンヘンで育ち、家庭教師のヨーゼフ・ゲプハルト・ヒムラーから教育を受けた。1900年にゲプハルト・ヒムラーの次男が生まれた際にはその代父となり、自らの「ハインリヒ」の名前を与えた。この赤ん坊ハインリヒ・ヒムラーは、後に全ドイツの秘密警察を統括する親衛隊（SS）の最高指導者となった。
17歳の時にアビトゥーアに合格するとすぐにバイエルン王国陸軍に中尉として入隊した。第一次世界大戦が勃発すると歩兵連隊に所属して西部戦線へ出征したが、激しく負傷した。回復後にはすぐに軍務に復帰し、1915年6月には少佐に昇進。ルーマニアへ配属された。1916年11月7日、狙撃兵に狙撃され、決定的な負傷を負った。その翌日に死去。遺体はミュンヘンへ戻された。ミュンヘンのテアティーナ教会に葬られた。勇敢な戦いぶりを讃えられてバイエルン王国のマックス・ヨーゼフ軍事勲章（Militär-Max-Joseph-Orden）を追贈された。
彼は結婚していなかったが、資産家の娘と付き合っており、子供を一人身ごもらせていた。その子供はハインリヒの死後の1917年に生まれ、「ハインリヒ」と名付けられることになった。ハインリヒの母テレーゼが面倒を見ていた。
ハインリヒ・ヒムラーにはハインリヒの遺産のうち1000ライヒスマルクの国債が遺贈されている。

## 文献
- Jiří Louda,Michael MacLagan著『Lines of Succession: Heraldry of the Royal Families of Europe, 2nd edition』（英語）(Little, Brown and Company, 1999年、イギリス・ロンドンで出版)
- ハインツ・ヘーネ著、森亮一訳『髑髏の結社 SSの歴史』（講談社学術文庫）ISBN 978-4061594937
- グイド・クノップ著、高木玲訳『ヒトラーの共犯者』（原書房）ISBN 978-4562034178